# Морщихино (Тверская область)
Морщихино — деревня в Кимрском районе Тверской области. Входит в состав Ильинского сельского поселения.

## География
Находится в юго-восточной части Тверской области на расстоянии приблизительно 14 км на север-северо-запад по прямой от районного центра города Кимры в левобережной части района.

## История
Известна была с 1628 года как деревня с 2 дворами, владение Адрея Ивановича Борнякова, в 1780-х годах 3 двора, в 1806 — 7. В 1859 году здесь (деревня Корчевского уезда Тверской губернии) было учтено 17 дворов, в 1887 — 23. Ныне имеет дачный характер.

## Население
Численность населения: 13 человек (1780-е годы), 53 (1806), 108 (1859 год), 106 (1887), 0 как в 2002 году, так и в 2010.